# Ples s vukovima
Ples s vukovima (eng. Dances with Wolves) slavni je pustolovni vestern iz 1990. koji je režirao Kevin Costner. Film je postigao velik komercijalan uspjeh u kinima u doba kad se mislilo da je žanr westerna izašao iz mode. Radnja se vrti oko američkog poručnika koji se približio i identificirao s Indijancima.
Film je osvojio 7 Oscara i 3 Zlatna globusa, uključujući za najbolji film, ali je među filmofilima na zlu glasu zbog toga što je "oteo" nagrade hvaljenom gangsterskom filmu "Dobri momci" Martina Scorsesea. 2007. film je uključen u Državni filmski registar zbog "povijesnog i kulturnog značaja".

## Radnja
1861. traje američki građanski rat. Unijin poručnik John Dunbar nakon teške bitke otkrio je da mu doktori planiraju amputirati bolesnu nogu pa stoga odluči počiniti samoubojstvo jurišem na neprijateljsku liniju. No to izazove zbunjenost kod neprijateljske, konfederacijske strane i čistom srećom njegova jedinica pobijedi te ga proglasi junakom. Na vlastitu želju, Dunbar napušta ludilo ratne fronte te se zaputi u mirna prirodna prostranstva Dakote prema udaljenoj utvrdi.
No nakon dugog puta otkrije da je utvrda napuštena i da ga promatraju Indijanci. Da bi uspostavio kontakt, on se uputi prema njihovom selu, no na putu slučajno sretne i spasi ženu Stoji Sa Šakom od samoubojstva. Ona je bjelkinja, ali su je odgojili Indijanci te ju smatraju svojom. Nakon početnih komplikacija, Dunbar upozna poglavicu "Ptica koja udara" te se sprijatelji s Indijancima i nauči njihov jezik. Stoji Sa Šakom i Dunbar zaljube se. S vremenom se on potpuno stopi s indijanskom kulturom, dok ne postane jedan od njih te pronađe svoj unutranji mir. Ipak, tada u to područje upadnu američki vojnici, uhvate Dunbara te ga proglase izdajicom jer se stopio s Indijancima. Ipak, Indijanci ga spašavaju te se on vjenča sa Stoji Sa Šakom.

## Filmska ekipa
- Kevin Costner, redatelj

- Kevin Costner kao John Dunbar
- Mary McDonnell kao Stoji sa šakom
- Graham Greene kao Ptica koja udara
- Rodney A. Grant kao Vjetar u kosi
- Floyd "Red Crow" Westerman kao Deset medvjeda

## Nagrade
- 3 osvojena Zlatna globusa (najbolji film, režija, scenarij) i 3 nominacije (najbolja glazba, glavni glumac Kevin Costner, sporedna glumica Mary McDonnell)
- 7 osvojena Oscara (najbolji film, režija, scenarij, fotografija, montaža, glazba, zvuk) i 5 nominacija (najbolji glavni glumac Kevin Costner, sporedna glumica Mary McDonnell, sporedni glumac Graham Greene, kostimi, scenografija).
- 9 nominacija za BAFTA-u (najbolji glavni glumac Kevin Costner, film, režija, montaža, fotografija, šminka, glazba, zvuk, scenarij).

## Zanimljivosti
- Kada je počeo snimati "Ples s vukovima", Costner je prekoračio budžet i morao tražiti sponzore. Mnogi su predviđali da će film biti potpuni komercijalni fijasko te su ga nazvali "Kevinova vrata" (aluzija na neuspješni western Michaela Cimina "Nebeska vrata"). No, sa zaradom od 184 milijuna $ samo u SAD-u "Ples s vukovima" je postao najuspješniji western svih vremena.
- Iako u filmu glumi njegovu usvojenu kćerku, Mary McDonnell je zapravo čak dva mjeseca starija od Grahama Greenea. Uz to je samo dvije godine mlađa od Tantoo Cardinal, glumice koja igra njenu majku.
- Jezik kojim govore Indijanci je Lakota. Jezik je vjerna iako pojednostavljen, a jezični instruktor je bila Doris Leader Charge.
- Mary McDonnell je tada imala 37 godina te je navodno bila jako nervozna zbog planirane ljubavne scene s Kevinom Costnerom.
- U uvodnoj sceni u kojoj dva doktora pregledavaju Johna Dunbara, čovjek na stolu je zapravo dvojnik Kevina Costnera. Dvoje ljudi koji igraju doktore su zapravo producent Jim Wilson i Kevin Costner.
- Događaji u filmu su snimani kronološki, što je jako neobično kod modernih filmova.
- Michael Blake je napisao scenarij za film još na početku 1980-ih. Kevinu Costneru se jako dopao te je predložio 1986. da ga pretvori u roman, čime bi se povećale šanse za ekranizaciju u film. Blake ga je poslušao, ali je uspio pronaći izdavača tek 1988. Costner je kupio prava za film te je odlučio osobno ga režirati.
- Papa Ivan Pavao II. je jednom izjavio da je glazba u ovom filmu jedna od njegovih najdražih.[5]
- Studio je isprva htio da se film skrati na samo 2 sata i 20 minuta.
- Costnerova kćerka Annie Costner igra "Stoji sa šakom" kao malo dijete, u sceni u kojoj Indijanci ubijaju njene roditelje.
- Viggo Mortensen (kasnija zvijezda serijala "Gospodar prstenova") je bio u pregovorima da igra glavnu ulogu.

## Kritike
Jedan, manji dio kritičara, nije bio sklon filmu "Ples s vukovima" ističući da se radi o predugom, nategnutom filmu, a kritiziran je i Kevin Costner zbog povremenog redateljskog manirizma i glumatanja. Kako je nezadovoljni Nick Schager utvrdio: 
"Usprkos svojoj empatiji i poštovanju prema Indijanskim domorocima, film ima jako malo toga osim veličanstvenih prizora... No to što redatelj debitant ne zna jest dati tim prizorima ikakvu tematsku težinu ili važnost - oni su na kraju samo lijepi prizori panorame"
Ni Jonathan Rosenbaum nije bio zadovoljan: 
"Iskren, sposoban, povremeno dirljiv, ali predug, ovaj film je ozbiljno hendikepiran svojom vlastitom tendencijom otezanja u svemu".
No, većina kritičara jako je hvalila film - slavni Roger Ebert je filmu dao 4 od 4 zvjezdica: 
"Jednostavna priča veličanstveno ispričana. Ima epski zamah i bistrinu vesterna Johna Forda, te napušta usiljenost obične strukture priče kako bi pogledao, detaljno, kako se stranci upoznavaju...Film na neki način pravi odštetu za stotine rasističkih i maloumnih vesterna koji su bili prije njega. Dopuštajući da Indijanci govore svojim jezikom, ulazeći u njihova sela i promatrajući njihove običaje, vidi ih kao ljude a ne kao divljake koji su na nišanu vojske. Ovo je jedan od najboljih filmova godine."
James Berardinelli je filmu također dao najvišu ocjenu: 
"Uzbudljiva pustolovina, dirljiva romansa i potresna drama u jednom"
Kritičar Clint Morris u svojoj recenziji napisao: 
"Jedan od najboljih filmova našeg vremena. Najuspjelije ostvarenje u karijeri Kevina Costnera."
Frederic Brussat je zaključio: 
"Sjajna parabola o gostoljubivosti, ljudskom resursu koji je, čini se, podcijenjen i u slaboj opskrbi u našem svijetu punom neprijateljstva"
Kritičar Večernjeg lista Arsen Oremović također je zapisao da se radi o odličnom filmu i dao mu 'tri prsta' od ukupno četiri moguća: 
"U svom redateljskom debiju, čiji je uspjeh potaknuo cijelu lavinu prelaska glumaca na drugu stranu kamere, Kevin Costner iskazao je stvarno iznenađujuću dozu stilske finoće...Miran, staložen i naglašeno vizualan pristup, s tek nužnim klišejima u priči i nizom dobrih likova, izvrsno snimljen i uglazbljen, "Ples s vukovima" nije nimalo zamoran unatoč svojoj duljini od tri sata".

## Vanjske poveznice
- Ples s vukovima u internetskoj bazi filmova IMDb-a
- Rottentomatoes.com
- Esej o filmu
- Pogled kršćanske udruge na film
- Originalni scenarij Michaela Blakea PDF format, 132 str.